# Adrián Ávalos
Adrián Rodrigo Ávalos (Ciudad de Córdoba; 25 de noviembre de 1974) fue un futbolista argentino que se desempeñaba como volante, realizó inferiores en Talleres de Córdoba y es muy recordado en el equipo por el título de la Conmebol de 1999.

## Trayectoria

### Talleres
Se formó en la inferiores de Talleres, club en el que consiguió debutar el 26 de septiembre de 1992, duelo frente a Estudiantes de La Plata por la 8ª fecha del Torneo Apertura de 1992; a los 39 minutos del segundo tiempo reemplazó a Rolando Mannarino, el partido concluyó 2 a 0 en favor del "Matador". En su primer periodo en el club permaneció hasta el año 1995. Volvió a Talleres en el año 1999 proveniente de Belgrano de Córdoba, permaneció en el club hasta mediados del año 2002, fue parte del plantel que consiguió la Copa Conmebol de 1999.

### Belgrano
Llegó a Belgrano de Córdoba en 1995, tuvo una participación destacada y se afianzó con la titularidad en su puesto, fue parte del plantel que llegó a la final de 1998 por el ascenso, la cual su equipo perdería desde los penales.

## Clubes
| Club                    | País      | Año         |
| ----------------------- | --------- | ----------- |
| Talleres                | Argentina | 1992 - 1995 |
| Belgrano                | Argentina | 1995 - 1999 |
| Talleres                | Argentina | 1999 - 2002 |
| Huracán                 | Argentina | 2002        |
| Manta F.C.              | Ecuador   | 2003        |
| Belgrano                | Argentina | 2003 - 2005 |
| Independiente Rivadavia | Argentina | 2005 - 2006 |
| Atlético Tucumán        | Argentina | 2006        |
| General Paz Juniors     | Argentina | 2007        |
| Racing de Córdoba       | Argentina | 2007 - 2008 |
| Temperley               | Argentina | 2008        |
| Deportivo Maipú         | Argentina | 2009        |

## Palmarés
| Título        | Club                | País      | Año  |
| ------------- | ------------------- | --------- | ---- |
| Copa Conmebol | Talleres de Córdoba | Argentina | 1999 |